# FK Dinama Breszt
Az FK Dinama Breszt (belarusz nyelven: Футбольны клуб Дынама Брэст, magyar átírásban: Futbolni klub Dinama Breszt) egy fehérorosz labdarúgócsapat, székhelye Bresztben található. Jelenleg a fehérorosz élvonalban szerepel.
Annak ellenére, hogy az első független fehérorosz bajnokság elindítása óta az élvonalban szerepel, csak egyszer végzett dobogós helyen – 1992-ben harmadik lett. Legnagyobb sikerét 2007-ben könyvelte el, amikor megnyerte a fehérorosz kupát. 2017-ben és 2018-ban újra elhódították hazájuk kupáját. 2018-ban rövid ideig a klub elnöke volt az argentin Diego Armando Maradona. 2019-ben a klub története során első alkalommal megnyerte a fehérorosz labdarúgó bajnokságot, megtörve ezzel a BATE Boriszov egyeduralmát.

## Sikerei
- Fehérorosz bajnok: 1 alkalommal (2019)
- Fehérorosz kupagyőztes: 3 alkalommal (2007, 2017, 2018).
- Fehérorosz szuperkupa győztes: 2 alkalommal (2018, 2019)

## Eredményei

### Európaikupa-szereplés

#### Összesítve
| Kupa        | J | GY | D | V | LG | KG |
| ----------- | - | -- | - | - | -- | -- |
| UEFA-kupa   | 2 | 0  | 1 | 1 | 2  | 3  |
| Európa Liga | 2 | 0  | 1 | 1 | 1  | 4  |
| Összesen    | 2 | 0  | 2 | 2 | 3  | 7  |

#### Szezonális bontásban
| Idény     | Kupa        | Forduló         | Klub                | 1. mérk. | 2. mérk. | Össz. |
| --------- | ----------- | --------------- | ------------------- | -------- | -------- | ----- |
| 2007–2008 | UEFA-kupa   | 1. selejtezőkör | Liepājas Metalurgs  | 1–1      | 1–2*     | 2–3   |
| 2017-2018 | Európa Liga | 2. selejtezőkör | SC Rheindorf Altach | 1-1*     | 0-3      | 0-4   |

A *-gal jelölt mérkőzéseket pályaválasztóként rendezték.